# 伊瓦先科沃农村居民点
伊瓦先科沃农村居民点（俄语：Иващенковское сельское поселение）是俄罗斯联邦别尔哥罗德州阿列克谢耶夫卡区所属的一个农村居民点。其下辖有8个居民点，行政中心为伊瓦先科沃。据2016年统计，该农村居民点的人口为974人。